# Rabodo
Rabodo (Rapoto) di Germania (Berlino, ... – Scandicci, 1119) è stato un nobile tedesco.

## Biografia
Fu vicario imperiale e marchese di Toscana dal 1116 fino alla sua morte in battaglia nel 1119.
Conte tedesco, fu nominato dall'imperatore Enrico V, dopo la morte della marchesa Matilde di Canossa (1115), al fine di rompere la pratica della successione ereditaria nel marchesato toscano. Fu un sovrano molto più debole del suo predecessore, incapace di dominare le molte forze disparate che si opponevano al diretto dominio imperiale (o tedesco). Questa debolezza fu spesso associata all'aumento del governo autonomo della città di Firenze.
Trasferì la capitale toscana da Firenze, dov'era stata dal 1057, alla città fortificata di San Miniato al Tedesco, da allora in poi sede dei vicari imperiali nel XIII secolo. Nel 1116 Rabodo impegnò il castello di Bientina con l'arcivescovo di Pisa Pietro Moriconi, il giudice di Pisa (iudex) e l'operatore (operarius) Ildebrando. Questo impegno fu testimoniato da quattro consoli del comune della città di Pisa. Rabodo contese le pretese giurisdizionali del comune di Firenze e stabilì un'alleanza con i rivali della città, i conti Alberti. Prese il castello di Monte Cascioli, ambito dagli Alberti, dai fiorentini nel 1119. I fiorentini assalirono il castello due volte e Rabodo fu ucciso per difenderlo. Il castello fu bruciato a terra.
Il suo successore fu Corrado di Scheiern, un altro tedesco, in carica nel 1120.